# 다메이케산노역
다메이케산노역(일본어: 溜池山王駅 다메이케산노에키[*])은 일본 도쿄도 지요다구에 있는 도쿄 지하철의 역이다.

## 역 구조
긴자선과 난보쿠선에 각각 섬식 승강장 1면 2선의 구조이고 지하역이다. 두 노선 승강장에 모두 스크린도어가 설치되어 있다. 역사는 마루노우치선과 치요다 선의 환승역인 곳카이기지도마에역과 직접 연결되어 있으며, 개찰구로 나가지 않고도 환승이 가능하다. 단, 긴자-마루노치, 지요다 환승은 대단히 길기 때문에 긴자-마루노우치 환승은 아카사카미쓰케역과 긴자역, 긴자-지요다 환승은 오모테산도역에서 환승하는것이 편리하고, 마루노우치-지요다, 지요다-난보쿠, 난보쿠-긴자 환승하는것이 적합하다.

### 승강장
| 1 | 긴자선   | 아카사카미쓰케・오모테산도・시부야 방면                 |
| 2 | 긴자선   | 긴자・니혼바시・우에노・아사쿠사 방면                   |
| 3 | 난보쿠선 | 이다바시・고마고메・아카바네이와부치・우라와미소노 방면 |
| 4 | 난보쿠선 | 시로카네타카나와・메구로・무사시코스기・히요시 방면     |

## 역 주변
- 국회의사당
- 일본 수상 관저
- 히에 신사
- 국제 아카사카 빌딩
- 아크 힐스
- 주일 대사관
- 산노 파크타워
- NTT 도코모 본사
- 아카사카 트윈 타워
- 아카사카 인터 시티
- 라디오 닛케이사
- 아카사카도리 우체국
- 아카사카 사카스

## 역사
- 1997년 9월 30일: 긴자선과 난보쿠선이 동시에 영업 개시.
- 2000년 9월 26일: 난보쿠선 당역 ~ 메구로 역간 연장 개통되어 중간역이 됨.
- 2004년 4월 1일: 도영지하철 민영화.
- 2012년 10월 31일: 긴자선에 발차 멜로디 도입.
- 2015년 3월 13일: 난보쿠선 발차 멜로디 변경.

## 갤러리

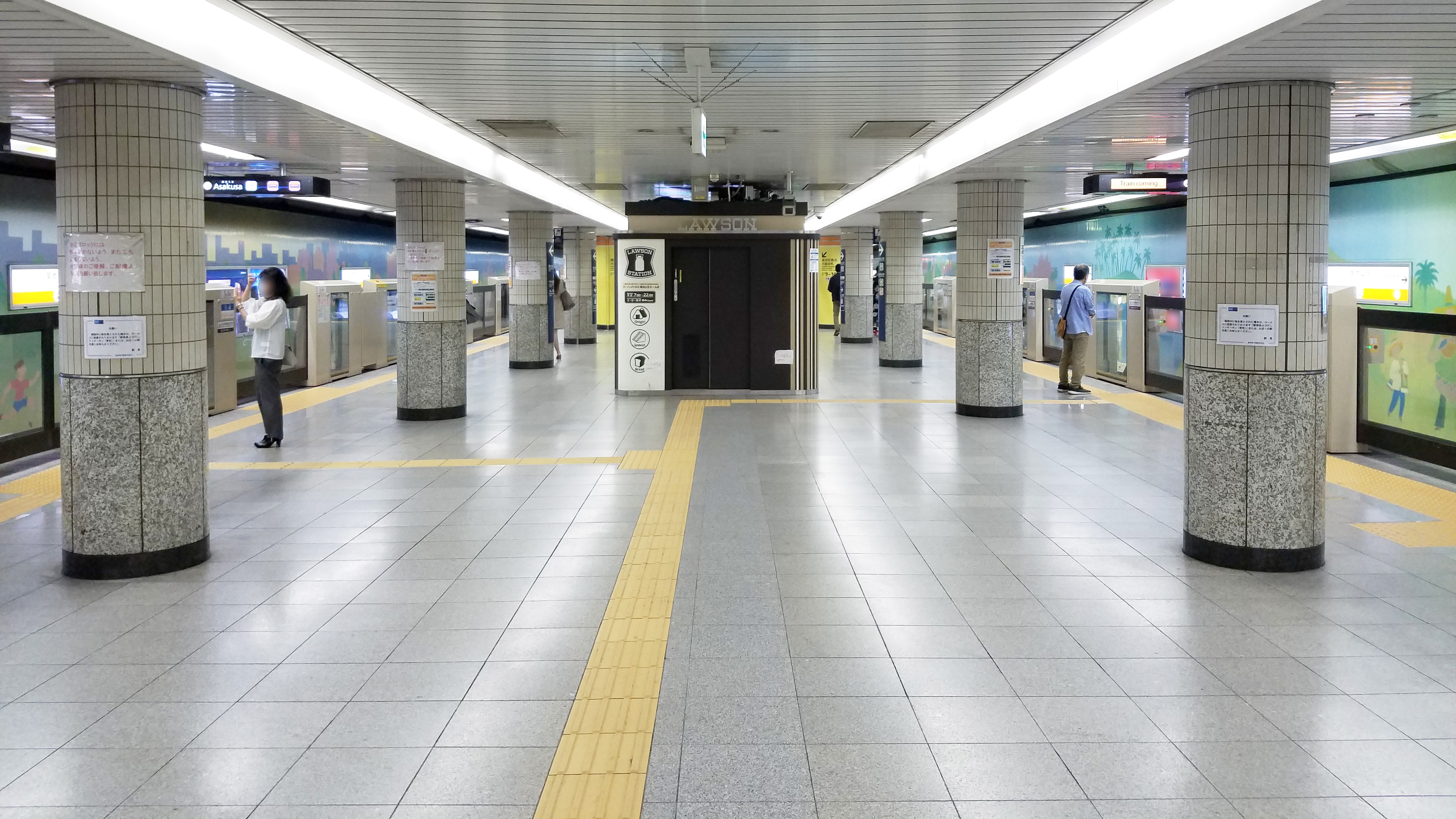
긴자선 승강장

## 같이 보기
- 아카사카 (도쿄도)

| 도쿄메트로 긴자선              | 도쿄메트로 긴자선 | 도쿄메트로 긴자선                  |
| ------------------------------ | ----------------- | ---------------------------------- |
| G05 아카사카미쓰케 시부야 방면 | 긴자선            | 도라노몬 G07 아사쿠사 방면         |
| 도쿄메트로 난보쿠선            |                   |                                    |
| N05 롯폰기 1초메 메구로 방면   | 난보쿠선          | 나가타초 N07 아카바네이와부치 방면 |